# Cantó de Châteaulin
El cantó de Châteaulin (bretó Kanton Kastellin) és una divisió administrativa francesa situat al departament de Finisterre a la regió de Bretanya.

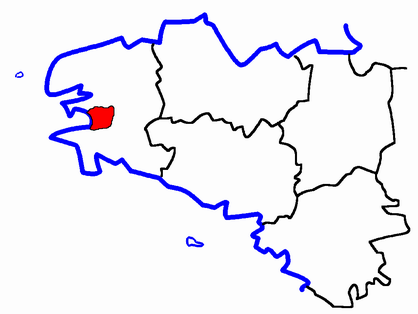
Situació del cantó

## Composició
El cantó aplega 14 comunes :
| Nom bretó       | Nom francès     | Nom gal·ló |
| Kast            | Cast            | ---        |
| Kastellin       | Châteaulin      | ---        |
| Dineol          | Dinéault        | ---        |
| Kerlaz          | Kerlaz          | ---        |
| Lokorn          | Locronan        | ---        |
| Ploeven         | Ploéven         | ---        |
| Ploudiern       | Plomodiern      | ---        |
| Plonevez-Porzhe | Plonévez-Porzay | ---        |
| Meilh-ar-Wern   | Port-Launay     | ---        |
| Kemeneven       | Quéménéven      | ---        |
| Sant-Kouled     | Saint-Coulitz   | ---        |
| Sant-Vig        | Saint-Nic       | ---        |
| Sant-Segal      | Saint-Ségal     | ---        |
| Tregarvan       | Trégarvan       | ---        |

## Història
| Data d'elecció                           | Identitat       | Partit        | Qualitat |
| ---------------------------------------- | --------------- | ------------- | -------- |
| 2001-2008                                | Kofi Yamgnane   | PS            |          |
| 2001-                                    | Jacques Gouérou | Divers droite |          |
| les dades anteriors no són pas conegudes |                 |               |          |
|                                          |                 |               |          |